# László Kiss (Fußballspieler)
László Kiss (* 12. März 1956 in Taszár) ist ein ehemaliger ungarischer Fußballspieler und -trainer.

## Nationalteam
Seinen ersten Einsatz im Nationalteam hatte Kiss 1979. Er nahm 1982 an der Fußball-WM 1982 teil. In Spanien schied man in der Gruppenphase aus. Dabei gelang allerdings mit einem 10:1 gegen El Salvador der höchste Sieg in der Geschichte von Weltmeisterschaften, zu dem auch Kiss drei Tore beisteuerte. Diese drei Tore schaffte er in sieben Minuten, damit stellte er den Weltrekord für den schnellsten Hattrick in einem FIFA-World-Cup-Spiel. Er ist der einzige Einwechselspieler bei Weltmeisterschaften, der drei Tore in einem Spiel erzielte.

## Erfolge

### Als Trainer
- 2001 Ungarischer Meister im Frauenfußball (mit Femina)
- 2002 Ungarischer Meister im Frauenfußball (mit Femina)
- 2003 Ungarischer Meister im Frauenfußball (mit Femina)
- 2006 Ungarischer Meister im Frauenfußball (mit Femina)
- 2007 Ungarischer Meister im Frauenfußball (mit Femina)
- 2008 Ungarischer Meister im Frauenfußball (mit Femina)